# Лукаші (Псковська область)
Лукаші (рос. Лукаши) — присілок в Усвятському районі Псковської області Російської Федерації.
Населення становить 2 особи. Входить до складу муніципального утворення Усвятська волость.

## Історія
Від 2015 року входить до складу муніципального утворення Усвятська волость.

## Населення
| 2001 | 2002 | 2010 |
| ---- | ---- | ---- |
| 1    | ↘0   | ↗2   |